# Murtabak
Il murtabak, anche riportato con la grafia mutabbak, matabbak e mutabbaq (in arabo مطبق‎? ovvero "piegato") e anche conosciuti come martabak, è un piatto diffuso nella penisola arabica e nel sud-est asiatico. Questo alimento si presenta in molte varianti e può trattarsi, a seconda del luogo in cui viene prodotto, di una frittella o di un pane fritto in padella ripieno di carne e verdure.

## Etimologia
La parola mutabar, con cui veniva originalmente indicato il piatto, è una parola macedonia composta da muta, usata dai keraliti per indicare un uovo, che è una componente significativa del piatto, e bar, abbreviazione della parola barota, o bratha roti, con cui si fa riferimento al pane.

## Storia

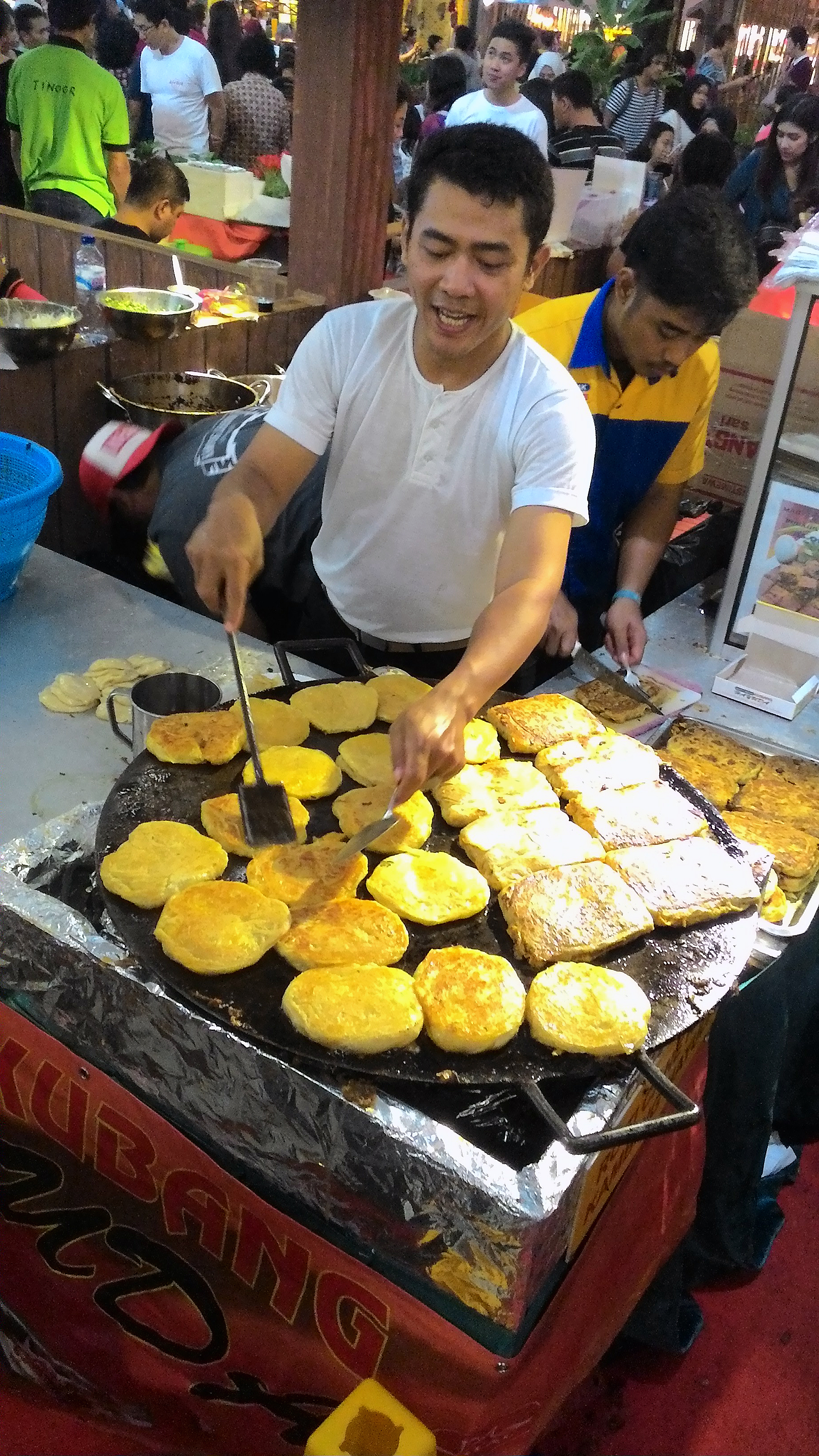
Preparazione dei murtabak

Il murtabak, che era originariamente un pancake multistrato con uova, peperoncino e cipolla conosciuto come mutabar, ebbe origine nello Yemen, paese che ha un'alta concentrazione di indiani. Tramite i commercianti originari dell'India stanziati in quel paese (molti dei quali musulmani di origine tamil), il mutabar si diffuse in molte aree dell'Asia fra cui il subcontinente indiano, il mondo arabo e il sud-est asiatico. Oggi il murtabak è un piatto molto comune in molte località nonché un apprezzato cibo da strada.

## Caratteristiche
Sebbene esistano dozzine di variazioni regionali e i metodi per prepararlo differiscano sensibilmente di paese in paese, il murtabak è una sfoglia piatta, salata o dolce, a base di farina di grano senza lievito e con un ripieno che può contenere carne, uova, verdure o erbe. Dato che la stragrande maggioranza della popolazione nelle aree in cui viene consumato è di fede musulmana, il murtabak non contiene in genere carne di maiale e altri prodotti che non soddisfano i requisiti dell'Ḥalāl. In Indonesia e Malaysia, che sono i paesi che vantano il maggior numero di ricette di murtabak, vengono preparate delle sfoglie ripiene conosciute a livello nazionale (come, ad esempio, il martambak di palembang, con uova e cipolle) più varie specialità locali.
In Indonesia, all'inizio del XXI secolo, si iniziarono a preparare dei murtabak salati e dolci aperti che si presentano simili a una pizza o a una cheesecake.

## Varianti

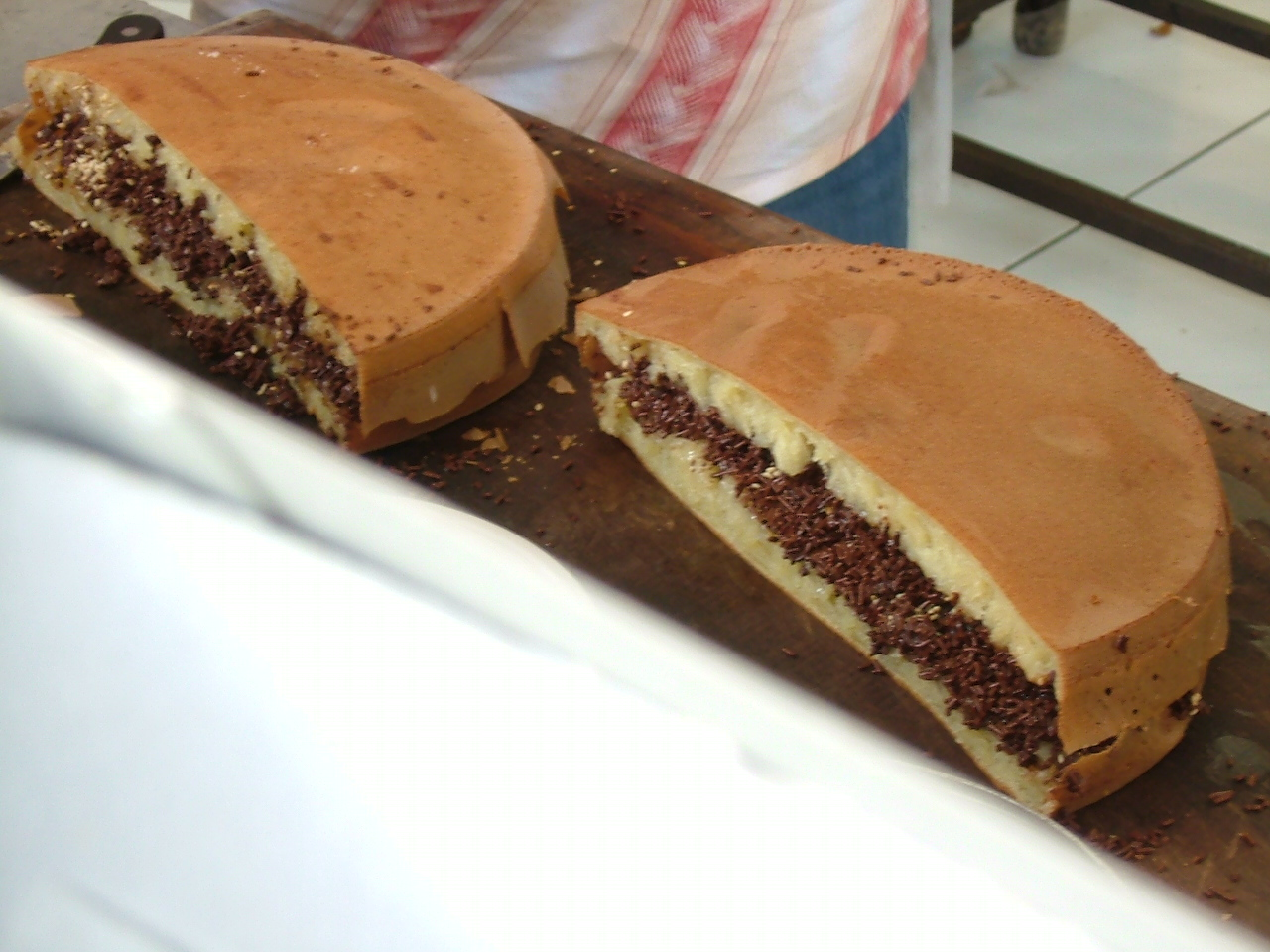
Murtabak manis con ripieno di cioccolato e latte condensato

### Martabaksalati
I murtabak salati indonesiani e malesi seguono fedelmente l'originale ricetta araba. Di norma, per preparare un murtabak salato, una sfoglia racchiusa a mo' di triangolo viene farcita con un ripieno (a base di uova, pollo o anatra, cipolle, tofu, tempeh, fagioli, cavoli o carote) e fritta in padella nell'olio vegetale o in un wok a fuoco vivo. Tuttavia, in Indonesia è anche diffuso un metodo leggermente diverso, in cui un pancake a pasta sottile inizia a essere fritto senza riempimento e solo durante il processo di cottura viene aggiunto nella frittura un uovo crudo assieme a una piccola quantità di carne o verdure tritate che vengono avvolti nell'impasto. A fine preparazione, questo tipo di murtabak si presenta simile a una frittata.

### Murtabakdolci
Gli altrettanto popolari murtabak dolci, anch'essi preparati in Indonesia e Malaysia, contengono un ripieno che può essere a base di cioccolato, latte condensato, frutta, noci e altri ingredienti. I murtabak dolci seguono metodi di preparazione simili a quelli dell'originale ricetta araba e delle varianti locali salate. Una delle più note sfoglie ripiene dolci sono il murtabak Pandung, contenente cioccolato e noccioline, e il murtabak pankansky, con formaggio, latte condensato e cioccolato.